# Marie Gillain
Marie Gillain (Liège, 18. srpnja 1975. - ) belgijska je filmska glumica i model. Budući da je rođena u gradu Liègeu, u pokrajini Valoniji, glumi uglavnom u francuskim filmovima. Samohrana je majka i ima dvije kćeri, Dune (rođenu 2004.; otac joj je glazbenik Martin Gamet) i Vegu (rođenu 2009.; otac joj je francusko-talijanski glumac Christopher Degli Esposti).

## U popularnoj kulturi
- Bila je heroina Malkovicheve Histerije odigrane 1999. godine.
- Reklamni je model za kozmetičku marku Lancôme iz Pariza.
- 2013. bila je nominirana za Nagradu Magritte za najbolju glumicu.[1]

## Izabrana filmografija
- Mamac (1995.) - Nathalie
- Tako čisti zrak (1997.) - Julie d'Espard
- Le Bossu (1997.) - Aurore de Nevers
- Harem Suare (1999.) - Safiye
- Pakao (2005.) - Anne
- Ključ (2007.) -  Audrey
- Coco prije Chanel (2009.)
- Valentin Valentin (2015.)

## Vanjske poveznice
- Marie Gillain u internetskoj bazi filmova IMDb-u
- Marie Gillain na AllMovie